# Marewa

Marewa (maori de Nouvelle-Zélande : Mārewa) est une banlieue de la cité de Napier, dans la région de Hawke's Bay de l’Île du Nord de la Nouvelle-Zélande.

## Situation
Elle inclut le «Marewa Park», un terrain de sports pour l’ Association de football, de cricket, de athlétisme, de marche et de boules

## Démographie
Marewa, comprenant les zones statistiques de «Marewa West» et «Marewa East», avait une population de 5121 habitants lors du recensement de 2018 en Nouvelle-Zélande, en augmentation  de 450 personnes (soit 9,6 %) par rapport à recensement de 2013 en Nouvelle-Zélande, et en augmentation de 507 personnes (soit 11,0 %) par rapport à  recensement de 2006 en Nouvelle-Zélande. 
Il y a  1980 logements et on note la présence de 2418 hommes et 2700 femmes ,donnant un sexe-ratio de 0,9 homme  pour une femme, avec 1140 personnes (soit 22,3 %) âgées de moins de  15 ans , 1011 personnes (soit 19,7 %) âgées de  15 à 29 ans , 2214 personnes (soit 43,2 %) âgées de  30 à 64 ans , et  753 personnes (soit 14,7 %) âgées de 65 ans ou plus.
L’ethnicité est pour 74,0 % européens/Pākehā, 33,1 % Māori, 4,4 % personnes du Pacifique, 4,2 % asiatiques et 2,4 % d’autres ethnicités (le total faisant plus de 100 % dans la mesure où les personnes peuvent s’identifier de multiples ethnicitiés).
La proportion de personnes nées outre-mer est de 13,6 %, comparée avec les 27,1 % au niveau national.
Bien que certains personnes objectent à donner leur religion, 55,1 % n’ont aucune religion, 28,0 % sont chrétiens, 0,6 % sont hindouistes, 1,1 % sont musulmans, 1,0 % sont bouddhistes et 6,5 % ont une autre religion.
Parmi ceux d’au moins 15 ans d’âge, 513 personnes (soit 12,9 %) ont un niveau de licence ou un degré supérieur, et 891 personnes (soit 22,4 %) n’ont aucune qualification formelle. 
Le statut d’emploi de ceux d’au moins  15 ans  est pour 1845 personnes (soit 46,3 %) employées à plein temps, 567 personnes (soit 14,2 %) sont à temps partiel et 189 personnes (soit 4,7 %) sont sans emploi.
| Nom du secteur   | Population | logements | âge médian | revenus médians |
| ---------------- | ---------- | --------- | ---------- | --------------- |
| Marewa West      | 1734       | 735       | 43,5 ans   | $29,900         |
| Marewa East      | 3387       | 1245      | 33,1 ans   | $21,800         |
| Nouvelle-Zélande |            |           | 37,4 ans   | $31,800         |

## Éducation
L’école de «Marewa School» est une école primaire, publique, mixte avec un effectif de 220   élèves en mars 2021